# Rudolf Négely
Rudolf Négely (Kierling, 16 gennaio 1883 – Budapest, 17 luglio 1941) è stato un pittore ungherese.

## Biografia
Frequenta l'Accademia di Arte di Dresda, dopodiché viaggia in Italia dove rimane per 28 anni. Studia la pittura moderna e a Napoli entra in contatto con Vincenzo Irolli e Antonio Mancini, pittori napoletani, e viene introdotto nella "Società degli Artisti" poi divenuta "Circolo Artistico Politecnico". 
Dal 1907 espone in numerose mostre in Ungheria e all'estero (Zagabria 1907, Venezia 1923, Fiume 1923). Nel 1928 torna in Ungheria e nel 1930 tiene una mostra a Budapest.

## Opere
Négely è conosciuto soprattutto per i paesaggi realizzati nei viaggi che questo ha compiuto in Italia.
I temi principali che l'artista ha affrontato nel tempo sono le "marine" e i "porti", che ha illustrato utilizzando il contrasto tra toni caldi e freddi. Molti sono i paesaggi portuali dell'Adriatico, come Venezia, l'Istria e la Dalmazia.
Gli edifici di Négely sono rappresentati in sfumature di giallo, bianco o arancio, specifiche dell'architettura del litorale mediterraneo. I suoi personaggi sono raffigurati con colori vivi, in colpi energici di spatola, strumento utilizzato per distribuire con abbondanza il colore.